# 코드 46
《코드 46》(영어: Code 46)은 영국에서 제작된 마이클 윈터보텀 감독의 2003년 SF 드라마 영화이다. 팀 로빈스, 서맨사 모턴 등이 출연하였고, 앤드루 이턴 등이 제작에 참여하였다. BBC 필름스와 레벌루션 필름스가 제작하였다.

## 줄거리
디스토피아 미래에서 보험 사기 조사관 윌리엄이 여권처럼 쓰이는 “건강 기록” 서류 위조 사건 조사를 맡아 상하이시에 파견된다. 그러나 윌리엄은 범인인 마리아에게 반하고, 마리아의 직장 동료를 대신 범인으로 몰아세운다.

## 출연진
- 팀 로빈스 - 윌리엄 겔드 역
- 서맨사 모턴 - 마리아 곤잘레즈 역
- 이가와 도고 - “운전 기사” 역
- 내털리 멘도자 - “스핑크스 접수원” 역
- 나빌 엘루아하비 - “노점상” 역
- 셸리 킹 - 윌리엄의 상관 역
- 옴 푸리 - 배클런드 역
- 잔 발리바르 - 실비 역
- 니나 와디아 - “병원 접수원” 역
- 아치 판자비 - “탑승 수속대” 요원 역
- 케리 셰일 - 병원 의사 역
- 에시 데이비스 - 의사 역
- 데이비드 팜 - 데이미언 알레칸 역

## 기타 제작진
- 라인 제작: 로사 로메로
- 배역: 웬디 브레이징턴
- 미술: 마크 틸즐리
- 의상: 내털리 워드

## 우리말 녹음
KBS 성우진 (2008년 4월 20일)
- 오세홍 - 윌리엄 겔드(팀 로빈스)
- 차명화 - 마리아 곤잘레즈(서맨사 모턴)
- 박상일 - 배클런드(옴 푸리)
- 김영진 - 데이미언 알레칸(데이비드 팜)
- 성선녀 - 윌리엄의 상관(셸리 킹)
- 서광재 - 운전 기사(이가와 도고) / 의사(베네딕트 웡)
- 이용순 - 겔드의 아내(크리스틴 스콧 토머스)
- 구민선 - 짐(타로 바하르) / 나이트클럽 가수(리엔 응우인) / 의사(에시 데이비스)
- 유호한 - 비쿠(브루노 라스트라) / 노점상(나빌 엘루아하비)
- 이미향 - 웰레(니나 포그) / 검사자(제니퍼 림)
- 임주현 - 병원 접수원(니나 와디아) / 스핑크스 접수원(내털리 멘도자)
- 곽윤상 - 폴(크리스토퍼 심프슨)